# 中道連合 (ギリシャ)
中道連合（ちゅうどうれんごう、ギリシア語: Ένωση Κεντρώων、略称：ΕΚ、英語: Union of Centrists）は、ギリシャの中道政党。党首はヴァシリス・レヴェンティス。

## 概要
1992年、ヴァシリス・レヴェンティスによって設立。当初の党名は中道・エコロジスト連合（Ένωση Κεντρώων καιΟικολόγων）であった。
中道連合は1960年代の中道連盟党を思想的源流としており、エレフテリオス・ヴェニゼロスやゲオルギオス・パパンドレウといったギリシア自由主義政治家の系譜を受け継ぐことを志向している。
1993年のギリシャ議会総選挙に出馬して以降、国政選挙や欧州議会選挙に毎回参加し続けたが、いずれも得票率1％以下にとどまっていた。しかしギリシャ経済危機が顕在化した2010年以降徐々に支持を増やし、2015年1月の総選挙では過去最高の1.79％の得票を得た。その後緊縮策継続の可否をめぐって国政が混乱する中で、既成政党への反発から中道連合への支持が拡大し、2015年9月ギリシャ議会総選挙では阻止条項の3％を上回る得票率3.43%を得て9議席を獲得し、はじめて国政に進出した。しかし、2019年の総選挙では得票率が3%に届かず、国会における全議席を失った。